# Zagrebački zoološki vrt
Zagrebački zoološki vrt jedan je od tri javna zoološka vrta u Hrvatskoj. Prostire se na 7 hektara u najvećem gradskom parku, Maksimiru. Direktorka vrta je Davorka Maljković.
Ovo je drugi najveći i jedini hrvatski zoološki vrt primljen u Udruženje zoo-vrtova. Naglo je napredovao 2005. godine preuređenjem svih staništa osim onog za beloglavog supa.

## Istorija
Vrt je osnovao Mijo Filipović 27. juna 1925. godine. U početku je imao 3 lisice i tri sove. Od 1990. godine vrt se naglo razvija a gradnja traje i danas.

## Spoljašnje veze
- Zvanična prezentacija
- Kritike